# 오사카 메트로 미도스지선
오사카 메트로 미도스지선(일본어: 御堂筋線)은 일본의 오사카시 고속 전기궤도가 운영하는 지하철 노선이다. 일본 오사카부 스이타시에 있는 에사카 역과 사카이시 기타구에 있는 나카모즈 역을 잇는다. 에사카 역에서 기타오사카 급행 전철 난보쿠 선과 직통 운행하여 미노카야노역까지 운행한다. 노선 색은 빨간색■이다.

## 개요
신오사카역~우메다역~난바역~덴노지역을 직선적으로 연결하는 미도스지선은 오사카 최초의 지하철이자, 일본 최초의 공영 지하철으로서, 도시계획학자의 세키 하지메(關一) 제7대 오사카시장에 의해 계획되고, 1933년에 우메다 역(가)-신사이바시 역 간이 개통한 이래, 오사카시의 주요 도시 교통 기관이 되고 있다. 또 1990년대 때부터, 우메다 역-요도야바시 역 구간은 일본의 지하철에서 가장 이용자가 많다(국토 교통성 역간 단면교통량 조사에서).
미도스지선 개업 이전, 우메다로부터 난바까지 시가지가 바둑판 모양으로 형성되고 있는 오사카에서는, 비교적 조기에 터미널을 갖춘 "사철왕국"이라고 불리는 간사이 대기업 사철과 시가지의 터미널역을 직접 연결하는 노선이 있는 오사카 시영 전차의 노선망이 지지를 받고 있었다. 이러한 배경을 가진 오사카 시가지에서 남북의 터미널인 우메다역·난바역·덴노지역 외에 오사카시청이 있는 요도야바시나 일대번화가인 신사이바시등을 직선적으로 연결하는 미도스지 선은 개업 이래 오사카 도심부의 대동맥으로서 부동의 지위를 쌓았던 오사카 시영전차를 대신해 지하를 고속으로 관통하는 새로운 대동맥으로서 만들어졌다. 개업 당시부터 선진성(先進性)이 높은 노선에서, 천장은 높은 가마보코형의 궁전형 천장, 10량 편성도 충분히 정차가능한 긴 승강장, 엘리베이터 등을 갖추고 있었다. 그러나, 당시의 오사카 시영전차와 비교하면 요금이 높았던 것과, 지하에 한 번 내리지 않으면 이용할 수 없는 것 등에서, 전차와 비교하면 친숙해지지 않았던 것으로 보인다. 전중, 지하로 대피할 수 있으면 소이탄을 면할 수 있는 등의 이유로 서서히 존재감이 증가해 시민에게 친밀한 존재로서 받아 들여져 갔다. 전후, 모터리제이션의 영향으로 오사카 시영전차가 순차적으로 폐지되고, 1964년에 도카이도·산요 신칸센과의 환승역인 신오사카 역이 더해지면서, 미도스지선의 중요도는 더욱 커졌으며, 미도스지 선과 접속하지 않은 사철 노선도, 우선 게이한 본선이 1963년 4월에, 이어 옛 대궤의 긴테쓰 나라 선(난바 선)이 1970년 3월 미도스지선의 역까지 연장됐다. 무엇보다, 게이한의 요도야바시 연장, 긴테쓰의 난바 연장은 시영 먼로주의를 표방하면서도 재정난으로 지하철의 정비가 늦어지고 있던 오사카시를 문제 삼은 도시교통 심의회의 개입에 의한 것이며, 반드시 시가 바라는 결과는 아니었다.
2018년 기준으로, 미도스지선은 오사카 시내에 있는 간사이 5대 사철의 본선·간선 시종착역(한큐·한신의 우메다역, 게이한의 요도야바시 역, 난카이의 난바 역, 긴테쓰 오사카난바 역·오사카아베노바시 역) 모두를 통하며, 니시나카지마미나미가타 역에서 한큐 교토 본선(미나미카타역)에, 우메다 역에서 한큐 및 한신 노선(한신 본선)에, 요도야바시 역에서 게이한 노선(게이한 본선 및 나카노시마 선 오에바시 역)에, 난바 역에서 난카이 및 긴테쓰·한신 노선(긴테쓰 난바 선·한신 난바 선 오사카난바 역)에, 다이코쿠초 역에서 난카이 고야 선(이마미야에비스 역)에, 도부쓰엔마에 역에서 난카이 선(신이마미야역)·한카이 전기 궤도 한카이 선(신이마미야에키마에 정류장)에, 덴노지 역에서 긴테츠 선(미나미오사카 선 오사카아베노바시)·한카이 전기 궤도 우에마치 선(덴노지에키마에 역)에, 나카모즈 역에서 난카이 고야 선·센보쿠 고속선에 연결된다. 
노선의 연장에 수반해, 다니마치선과 같이, 기점과 종점의 양쪽 모두 오사카 시외가 되고 있다.
자동 방송 설비에 관해서, 미도스지 선의 접근 멜로디는 상하행의 거의 모든 역에서 멜로디가 5번 울리나, 일부 역에서는 잘려 나오기도 한다.
2016년도 이후 도입을 목표로 스크린도어의 도입이 검토되어, 2009년도부터 조사가 시작되면서, 그 뒤 덴노지 역과 신사이바시 역에는 2015년 3월 1일까지 설치가 완료되었다.. 또 스크린도어는 다른 노선과 달리 차장이 개폐하는 방식(차량 출입문을 닫은 후 스크린도어를 닫는다) 때문에 차량 문을 닫고 출발까지의 시간이 다소 늘어나게 됐다. 스크린도어 설치역에서는 차장은 출발 신호 후에 승무원실의 작은 창에서 얼굴을 내밀지 않고 마지막 차량이 승강장 끝을 지날 때까지 차내에서 후방을 감시한다.

### 노선 정보
- 노선거리(실제거리) : 24.5 km(영업거리도 동일하다)
- 궤간 : 1435 mm
- 역수 : 20(시종점역 포함)
- 복선 구간 : 전구간
- 전철화 구간 : 전구간 (직류 750 V·제3궤조 방식)
- 폐색 : 자동폐색 방식
- 지상구간 : 에사카 역 - 니시나카지마미나미가타 역( - 요도가와 남측) 구간
- 보안장치 : WS-ATC
- 최고속도 : 70 km/h
- 편성량수 : 10량 (1996년 - )
  - 2016년 7월 현재 운행되고 있는 일본의 제3궤조 방식의 전철중 가장 편성이 길다. 또한 간사이의 철도노선중 10량 고정편성이 운용되고 있는 노선은 해당노선 및 해당노선의 직통운전처인 기타오사카 급행 전철 난보쿠 선뿐이다[5].
- 승강장 최대편성대응 양수 : 10량
- 스크린도어 설치역 : 신사이바시 역, 덴노지 역
- 차내 안내장치 설치율 : 100%
- 혼잡률
  - 에사카·센리추오 방면행 : 135%(2016년도 : 난바 역→신사이바시 역간)[6][7]
  - 나카모즈 방면행 : 147% (2016년도 : 우메다 역→요도야바시 역간)[6]

## 역사

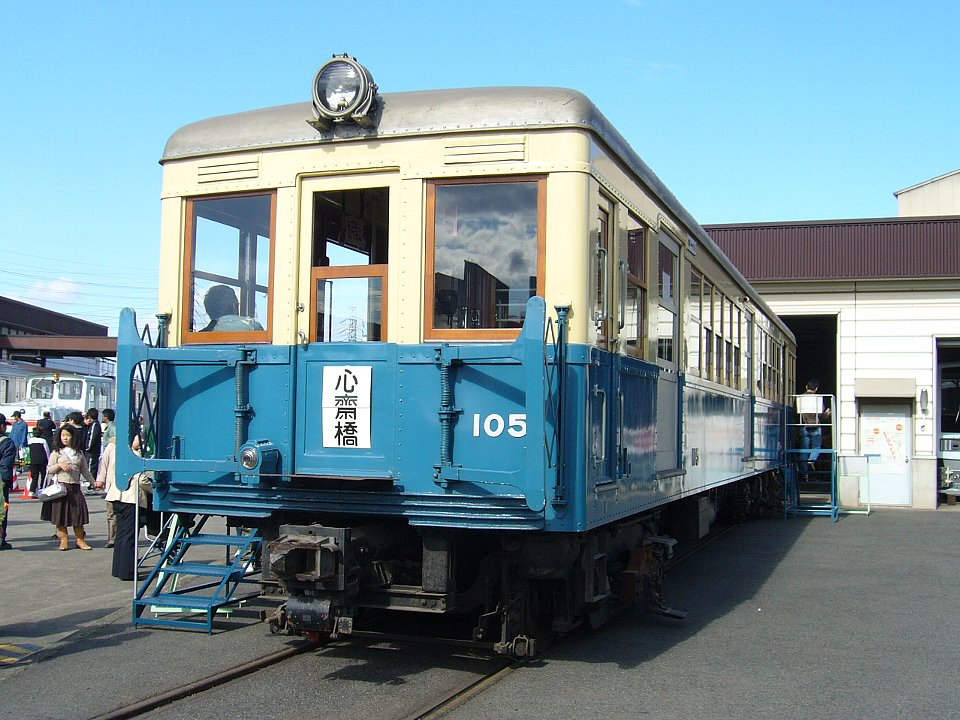
1933년 개통시에 운행된 차량(보존 차량)

- 1933년 5월 20일: 우메다(임시) ~ 신사이바시 구간 개통
- 1935년 10월 6일: 우메다(임시) ~ 우메다 구간 연장 개통
- 1935년 10월 30일: 신사이바시 ~ 난바 구간 연장 개통
- 1938년 4월 21일: 난바 ~ 덴노지 구간 연장 개통
- 1951년 12월 20일: 덴노지 ~ 쇼와초 구간 연장 개통
- 1952년 10월 5일: 쇼와초 ~ 니시타나베 구간 연장 개통
- 1960년 7월 1일: 니시타나베 ~ 아비코 구간 연장 개통
- 1964년 9월 24일: 신오사카 ~ 우메다 구간 연장 개통
- 1969년 12월 6일: 노선 애칭을 미도스지선으로 결정
- 1970년 2월 24일:
  - 에사카 ~ 신오사카 구간 연장 개통
  - 신호 방식을 ATC로 변경
  - 기타오사카 급행 전철 난보쿠 선에 직결 운행 개시
- 1975년 5월 8일: 노선색 도입
- 1987년 4월 18일: 아비코 ~ 나카모즈 구간 개통
- 2002년 11월 11일: 평일 아침 시간대에 여성 전용 차량 운영
- 2004년 9월 6일: 여성 전용 차량을 평일 내내 운영하기로 결정

## 운행 형태
상호 직통 운전을 하고 있는 키타 오사카 급행선과 일체적인 다이아몬드가 짜여 있다. 전선을 직통하는 미노카야노역-나카모즈역간의 운전(통칭:대운전)과 도중역에서 접는 신오사카역·나카츠역-텐노지역 간의 운전(통칭:소운전)의 2개의 운전 계통이 있다 , 이 2계통을 원칙적으로 교대로 운전하고 있다. 대운전, 소운전은 각각 아침은 4분 30초 간격, 낮에는 8분 간격, 저녁은 5분 간격, 밤은 10분 간격으로 운전된다. 대운전과 소운전이 중복되는 신오사카역·나카쓰역-텐노지역 사이는 그 절반의 운전 간격이 되어, 아침의 피크시는 2분 15초 간격, 낮에는 4분 간격, 저녁은 2분 30초 간격으로의 운행이 된다.
소운전의 운전 구간은 평일일중과 토휴일의 거의 종일은 신오사카역 발착만으로, 나카츠역 발착은 평일은 아침 저녁 러쉬시·심야에 신오사카역 발착과 교대로, 토휴일은 심야의 몇 개 만 설정됩니다. 아침·저녁·밤에는 신오사카역·나카쓰역-신가네오카역·나카모쿠 토리토리역 사이의 운전과, 평일 아침에는 신오사카역·나카쓰역-아손자역 간의 운전이 있다. 중백설조 검차장 입출고는 원칙 중백설조역에서 회송되지만, 러쉬시 등 중백설조역에서의 되풀이 시간을 확보할 수 없는 시간대는 신가네오카역 발착이 설정되어 있다. 그 외, 이른 아침에는 센리 중앙발 중백설새행, 시발과 평일 야간에 텐노지 발 미노모노노행이 각 1개, 신가네오카 발 미노모노노행이 각 1개, 미노모노노발 텐노지행이 아침에 1개와 평일 야간 에 2개 설정되어 있다. 또, 기점인 에사카역에서 되돌아가는 열차가 이른 아침에 3개(그 중 첫발의 에사카발 중백설새행은 오코니쵸역에서 회송)과 심야에 1개(텐노지행) 설정되어 있는 것 외에 휴일 다이어시만 , 모모야마다이역에서 회송되어 온 키타 오사카 급행 전철의 차량에 의한 에사카 시발 중 백설새 유키의 열차가 아침에 2개, 저녁에 1개 설정되어 있다. 심야에 중백설조발 텐노지행이 1개 설정되어 있다. 덧붙여 신오사카역-텐노지역 간의 왕복 운전 계통은 국내에서는 통칭 「중운전」으로서 취급하고 있다.
1970년에 개최된 일본 만국 박람회의 회장 액세스를 위해 같은 해에 에사카역에서 키타오사카 급행 전철 도자이선(회장선)의 만국박 중앙구역까지 상호 직통 운전을 개시했다. 박람회 종료 후는 도자이선이 폐지되었기 때문에 직통운전구간은 센리추오역까지 되었지만, 2024년 3월 23일 남북선이 미노모노노역까지 연신개업한 것에 따라 , 상호 직통 운전 구간도 같은 역까지 연장되고 있다. 덧붙여 운전사와 차장에 대해서는 에사카역에서 키타오사카 급행 전철의 사원과의 교대가 행해지고 있다.

## 여성 전용 차량
2002년 11월 11일부터 편성 중정의 6호차가 여성 전용 차량이 되고 있다(북급의 차량도 이에 맞추고 있다). 도입 당초는 평일 다이어의 시작부터 9시까지의 설정이었지만, 2004년 9월 6일부터 평일 다이어의 종일로 설정되어 있다. 여성 전용 차량에는 초등학생 이하의 소아·유아와 그 보호자, 장애인과 그 보조자도 승차할 수 있다. 또한 토요일 휴일 다이어의 날은 설정되지 않았습니다.
덧붙여 21계의 일부 편성에 대해서는 6호차에 차체 광고가 게시되고 있어 멀리서도 이 차량이 여성 전용 차량인 것을 판별할 수 있다. 또, 30000계는 6호차만 다른 호차와 다른 색의 조명·내장이 되고 있다. 키큐의 차량은 스티커만의 게시물이다.

## 차량

### 현재 차량

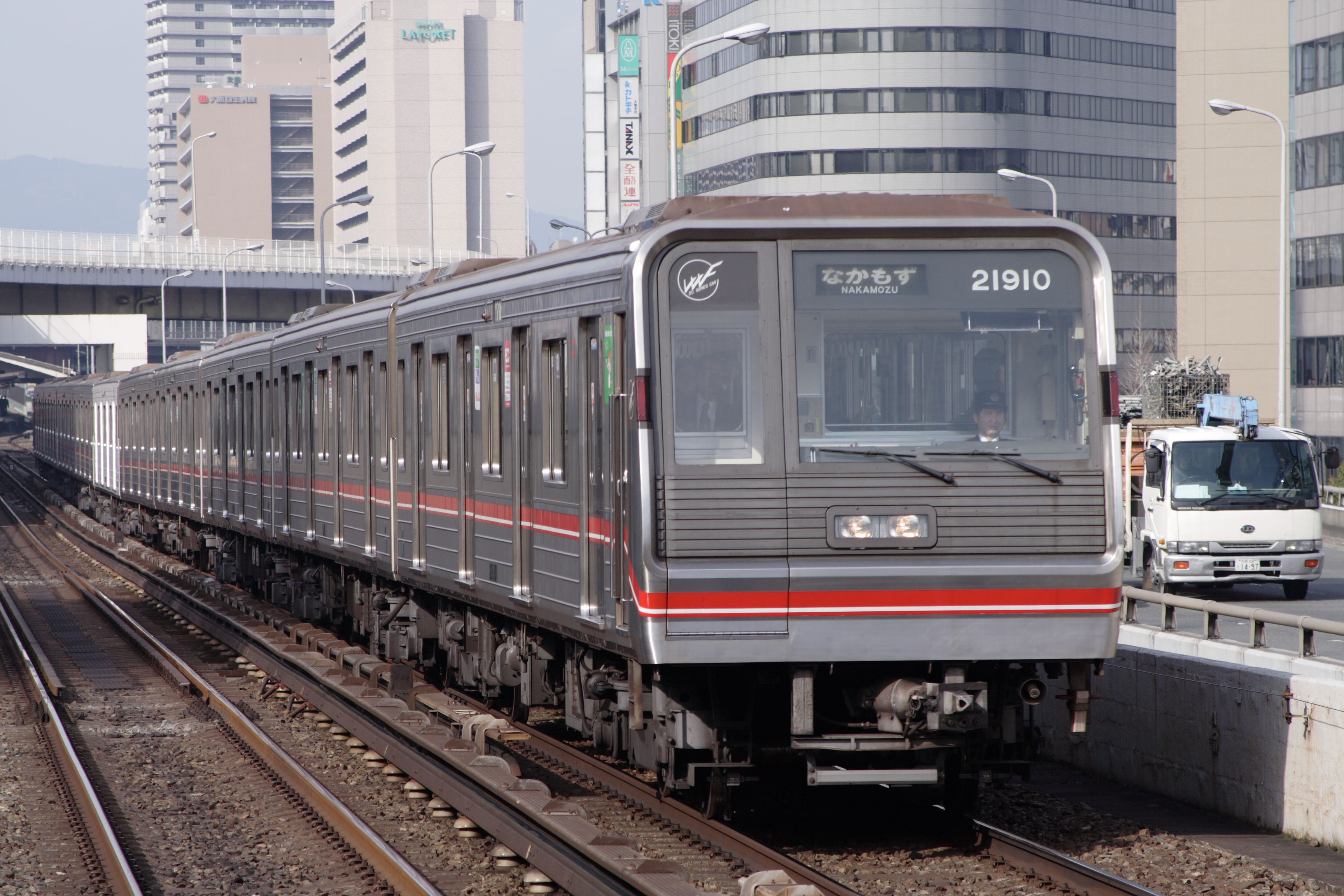
21계
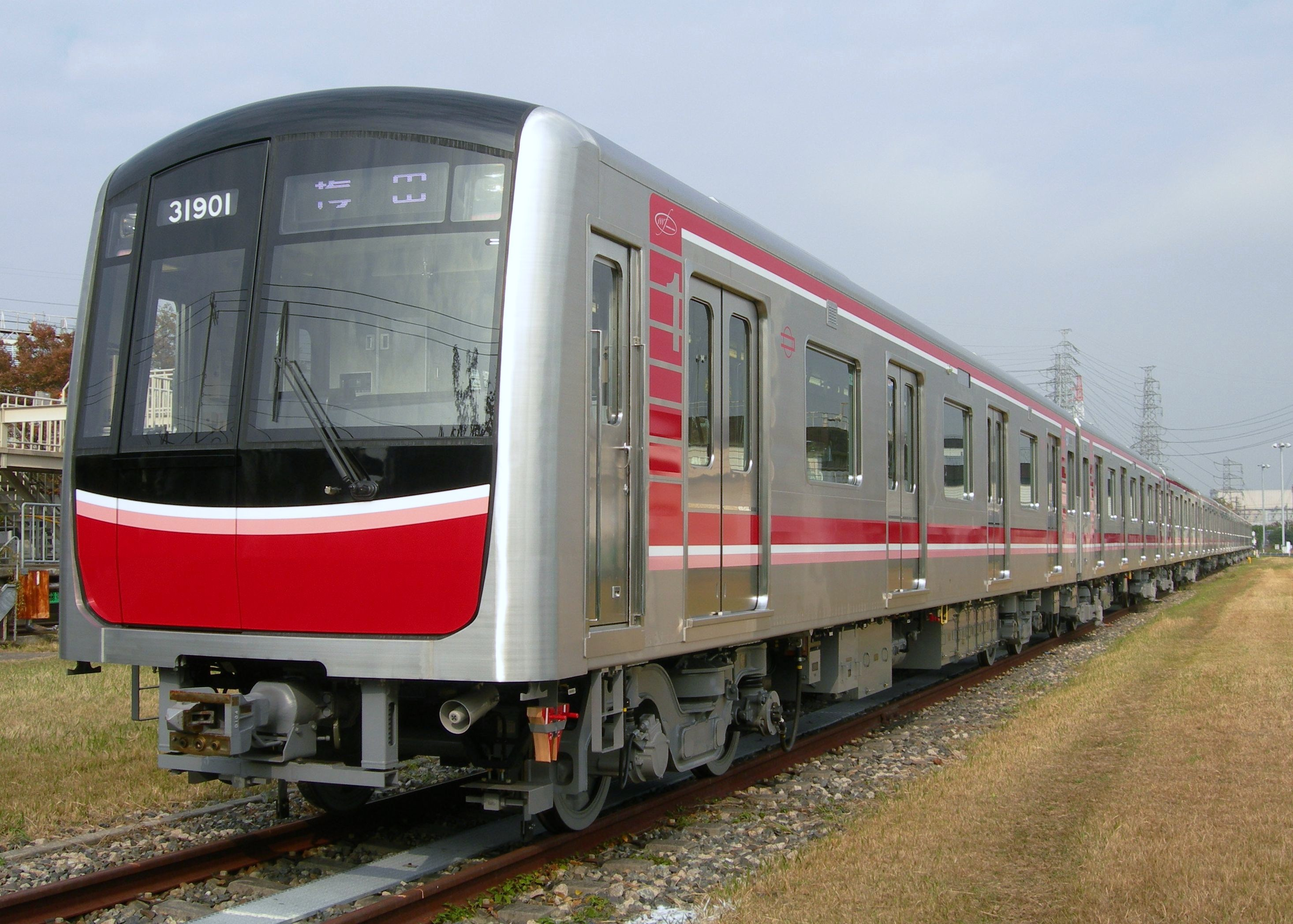
30000계

- 21계
- 30000계

### 과거 차량
- 10계

### 직결 운행 차량
- 기타오사카 급행 전철 8000형
- 기타오사카 급행 전철 9000형

## 지하공간의 대규모 개혁
역의 노후화된 벽과 천장을 안전하게 하는 공사 중에서 역을 대규모 개혁을 실시하고, 역 자체를 즐겨주었으면 하는 것을 바탕으로 공사를 실시하고 있다.

리뉴얼의 대상은 미도스지선의 신오사카역, 나카쓰역~신사이바시역, 오구니마치역~텐노지역이며, 현재는 신오사카역, 나카츠역, 우메다역, 신사이바시역, 동물원 앞역이 완료되어 있다.

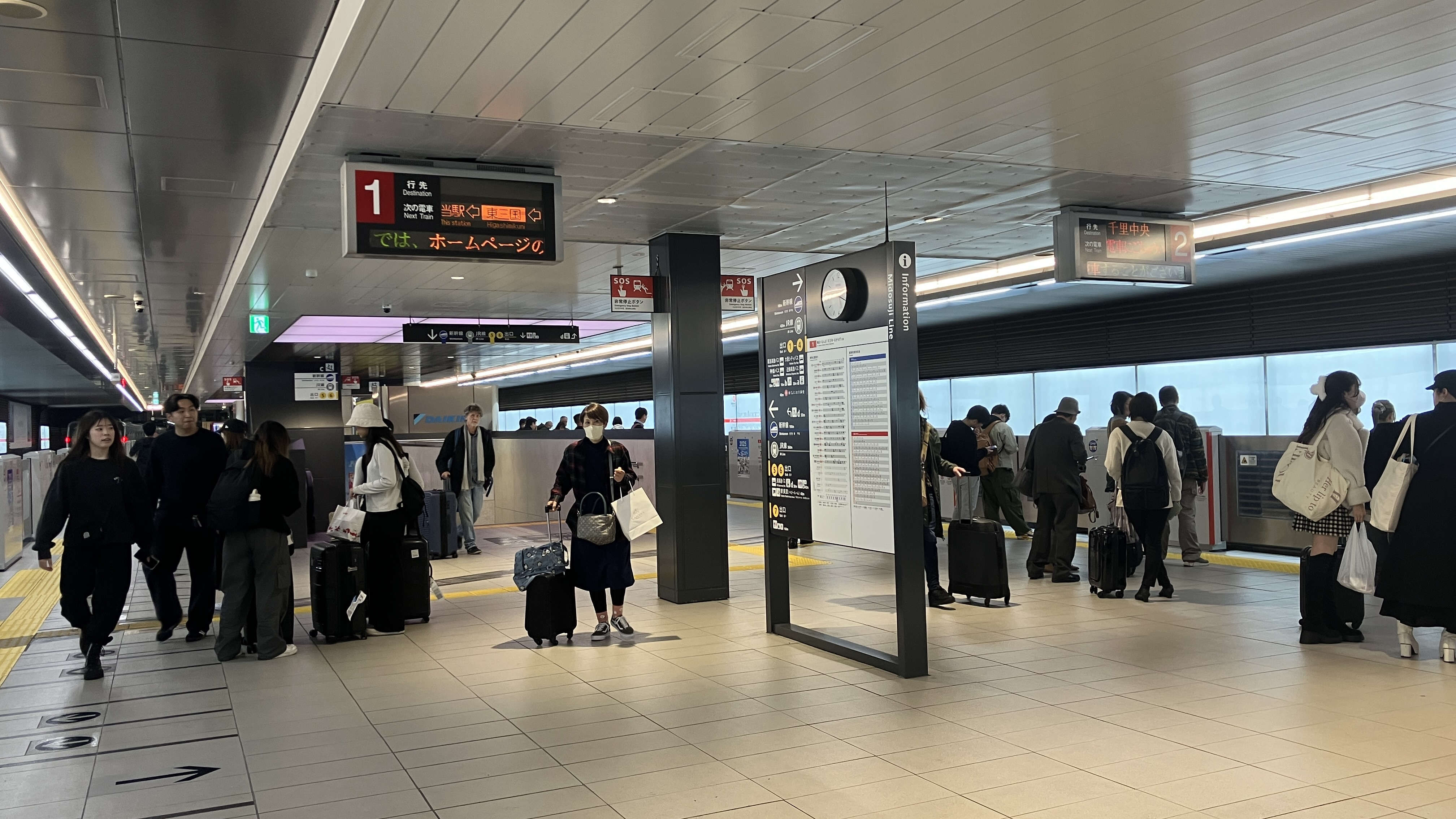
신오사카역
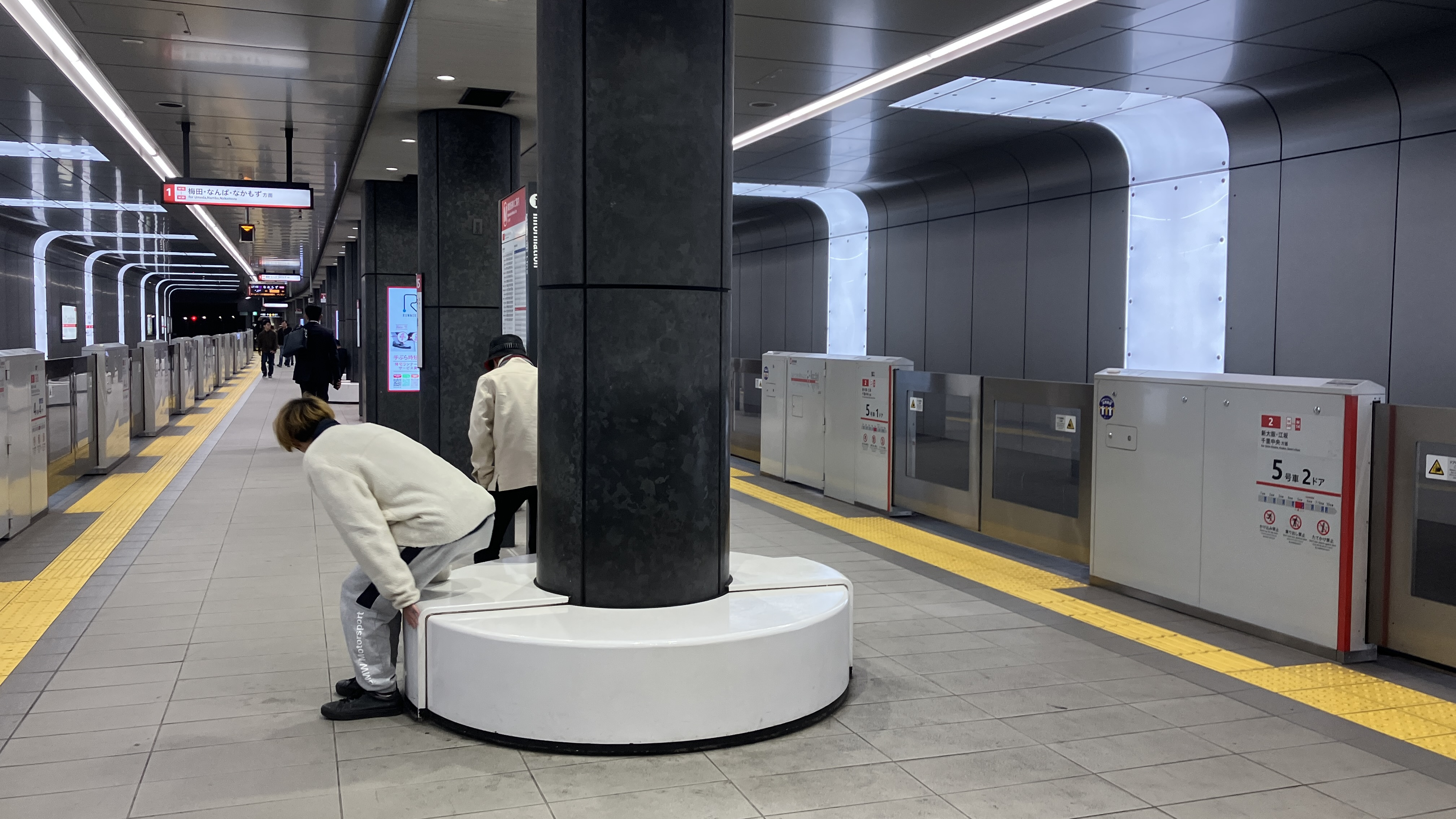
나카쓰역
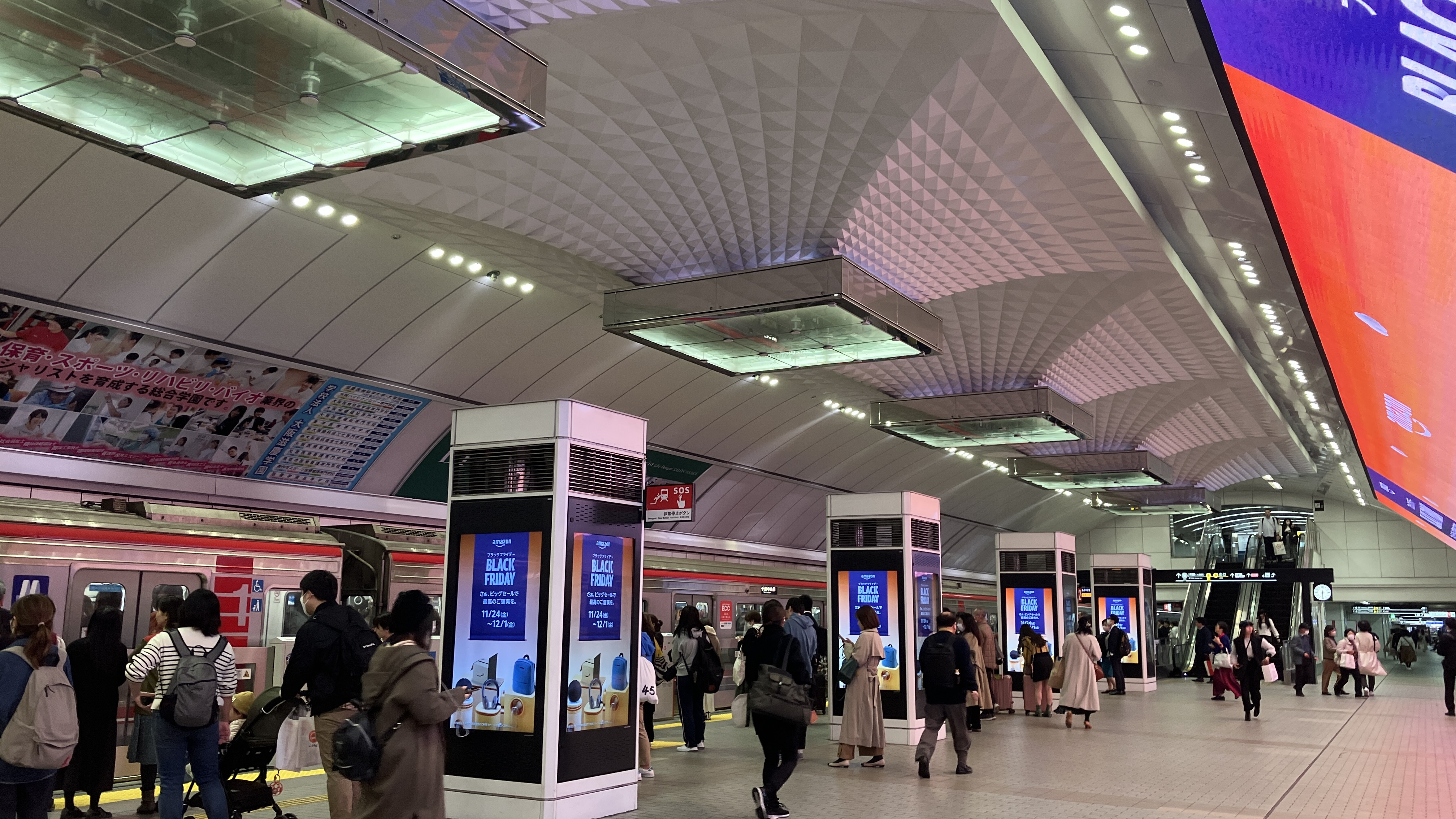
우메다역
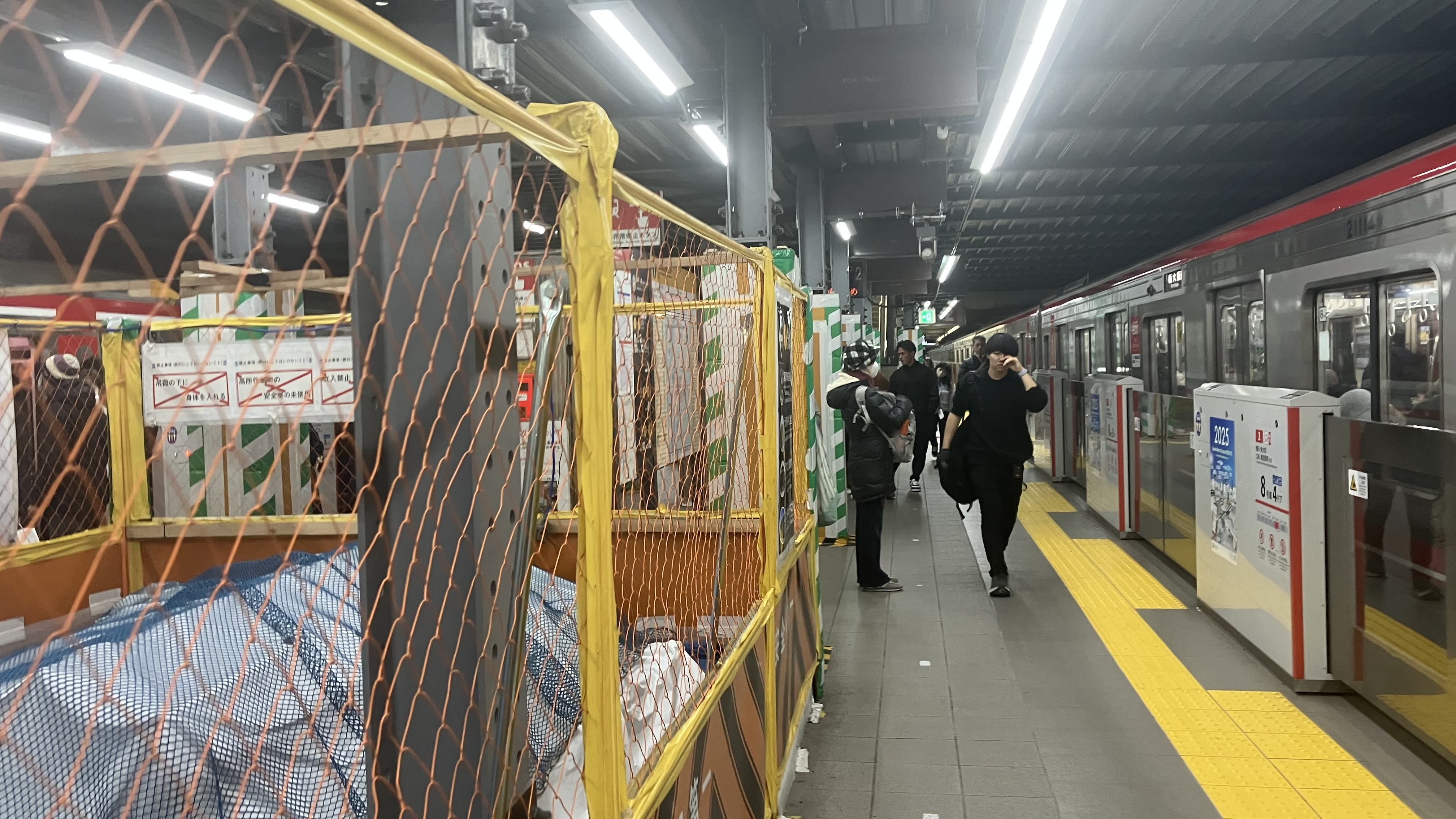
요도야바시역
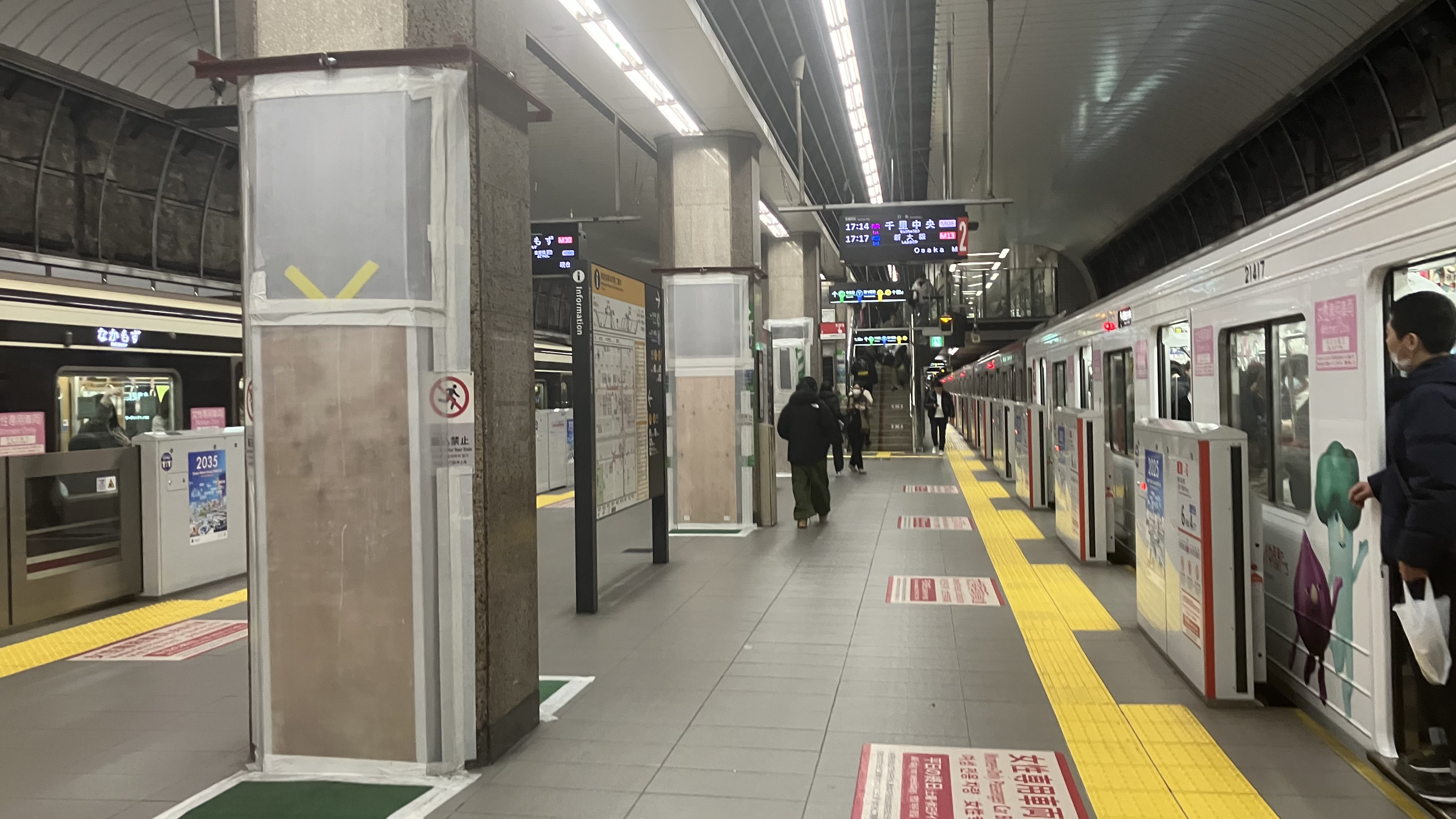
혼마치역
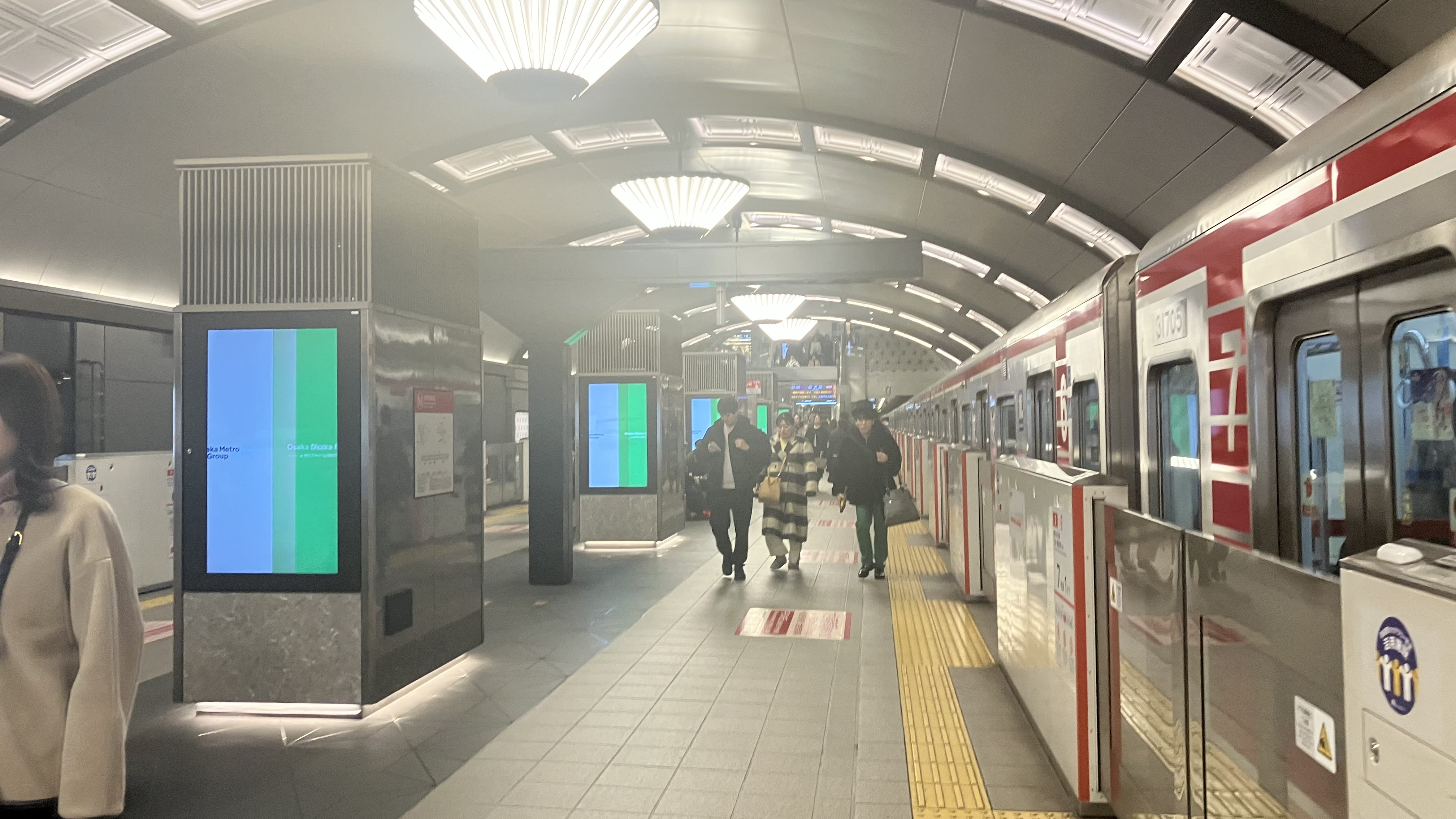
신사이바시역
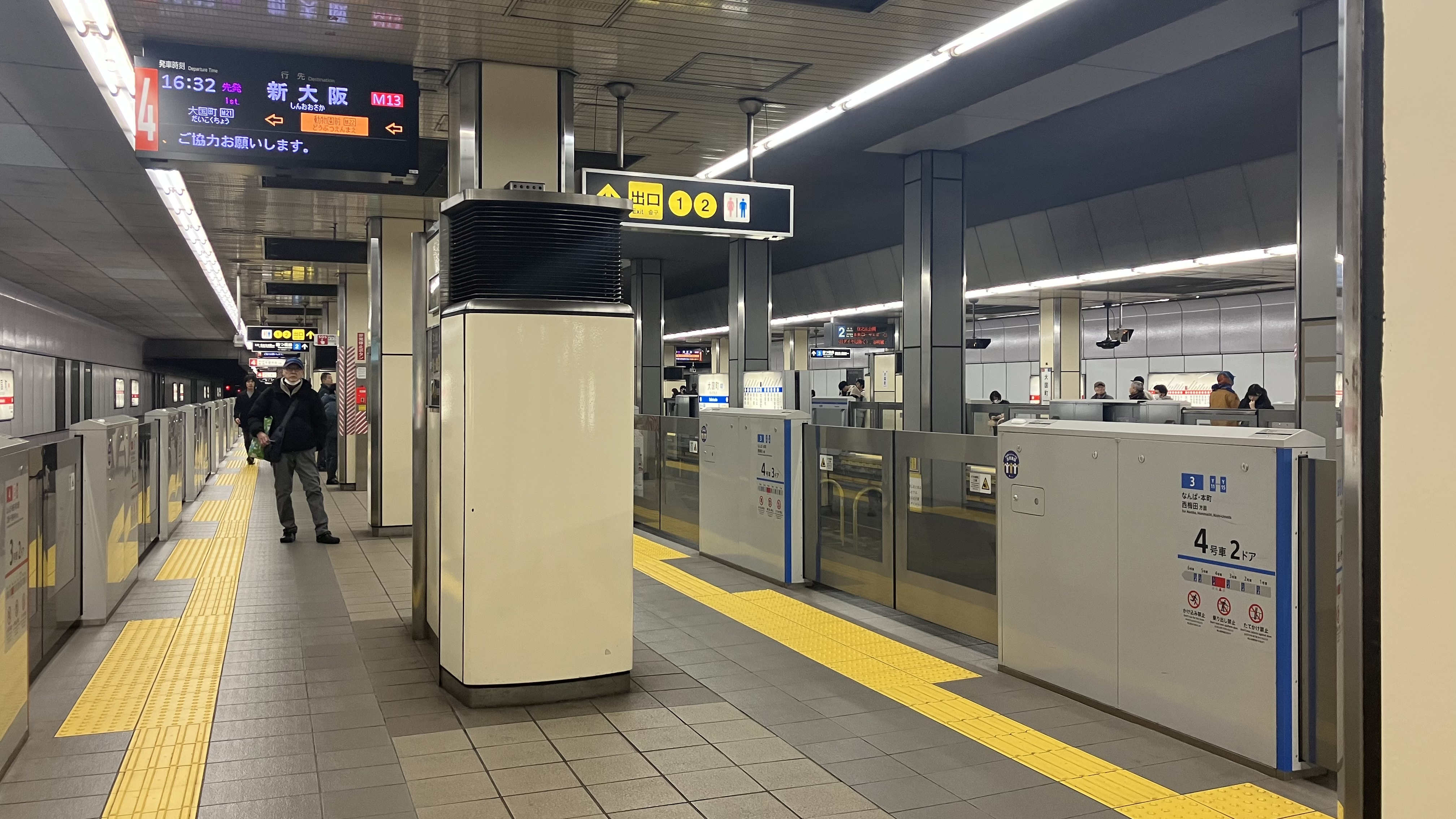
다이코쿠초역
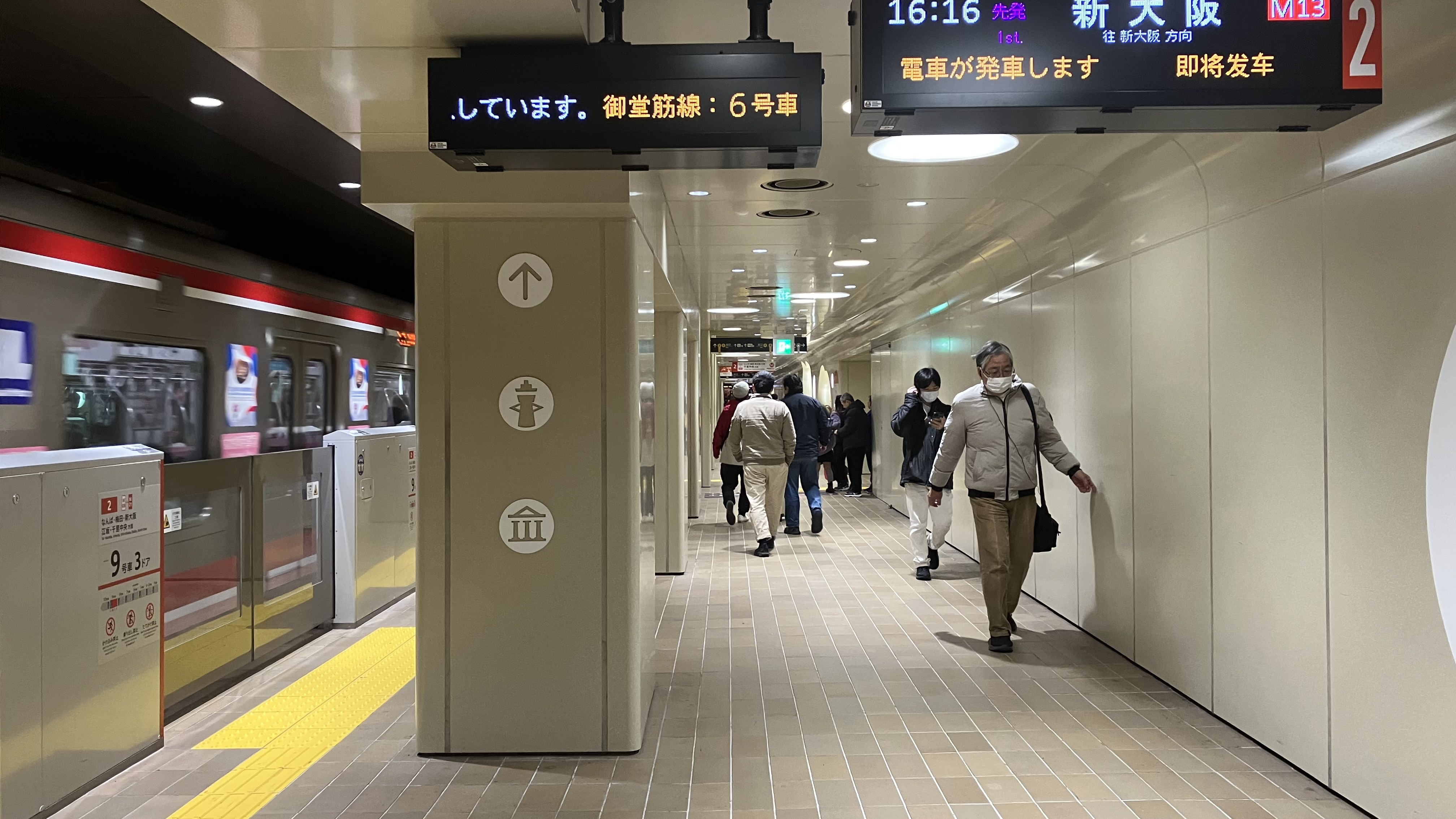
동물원 앞역
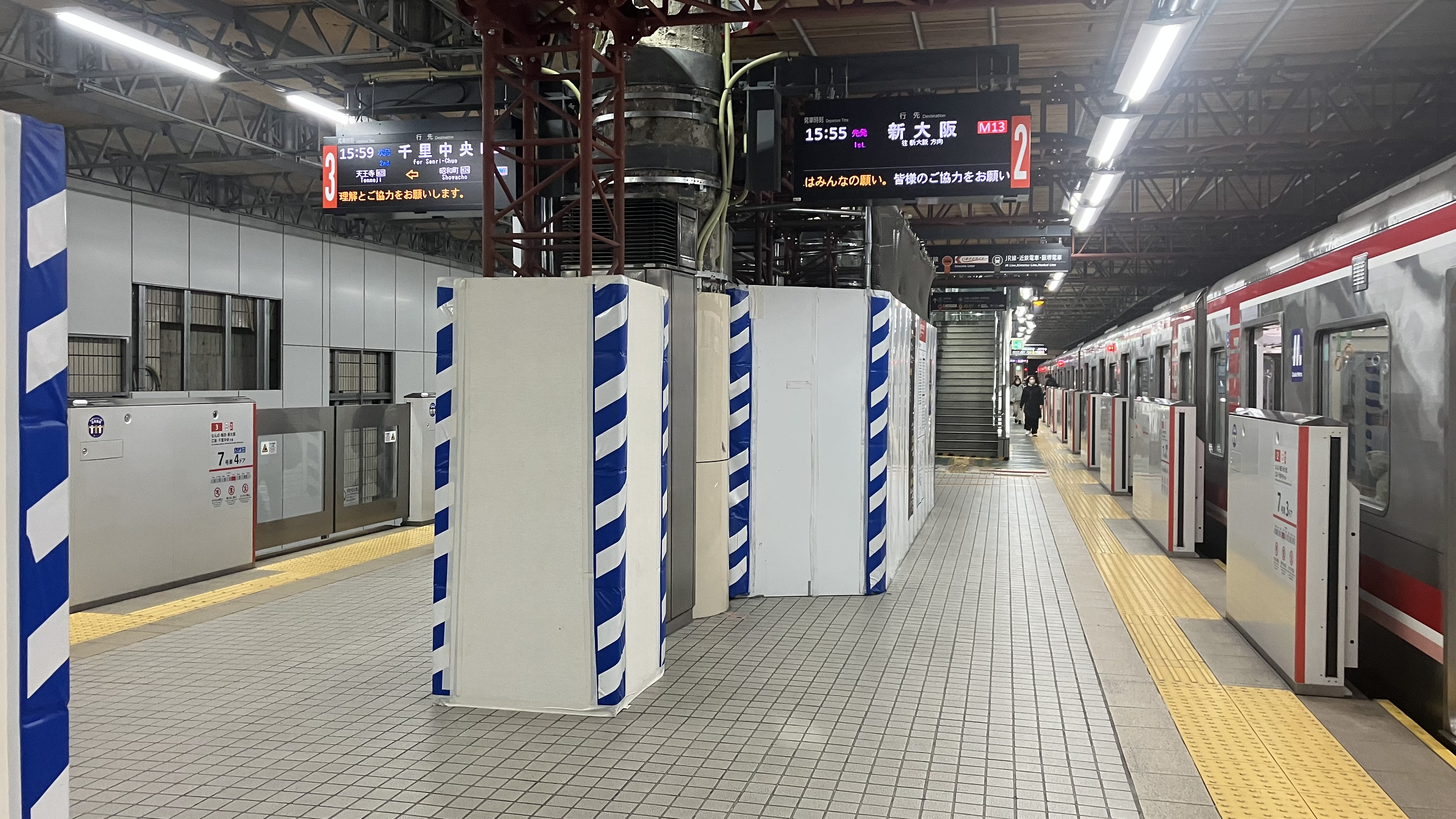
덴노지역

## 역 목록
| 역 번호 | 역 이름                | 일본어 이름        | 거리 (km) | 접속 노선 | 소재지   | 소재지   | 소재지                             |
| ------- | ---------------------- | ------------------ | --------- | --- | -------- | -------- | ---------------------------------- |
| M11     | 에사카                 | 江坂               | 0.0       | 기타오사카 급행 전철 난보쿠 선(직결 운행) | 오사카부 | 스이타시 | 스이타시                           |
| M12     | 히가시미쿠니           | 東三国             | 2.0       | | 오사카부 | 오사카시 | 요도가와구                         |
| M13     | 신오사카               | 新大阪             | 2.9       | 도카이도 신칸센 산요 신칸센, 도카이도 본선(JR 교토 선) | 오사카부 | 오사카시 | 요도가와구                         |
| M14     | 니시나카지마미나미가타 | 西中島南方         | 3.6       | 한큐 전철 교토 본선(미나미카타 역) | 오사카부 | 오사카시 | 요도가와구                         |
| M15     | 나카쓰                 | 中津               | 5.4       | | 오사카부 | 오사카시 | 기타구                             |
| M16     | 우메다                 | 梅田               | 6.4       | 한큐 전철 교토 본선· 다카라즈카 본선· 고베 본선 한신 전기 철도 본선 ■ 도카이도 본선(JR 교토 선·JR 고베 선)·■ JR 다카라즈카 선·■ 오사카 순환선(오사카역) ■ JR 도자이 선(기타신치역) 오사카 메트로 다니마치선(히가시우메다 역) 오사카 메트로 요쓰바시선(니시우메다 역) | 오사카부 | 오사카시 | 기타구                             |
| M17     | 요도야바시             | 淀屋橋             | 7.7       | 게이한 전기 철도 게이한 본선 | 오사카부 | 오사카시 | 주오구                             |
| M18     | 혼마치                 | 本町               | 8.6       | 요쓰바시 선, 주오 선 | 오사카부 | 오사카시 | 주오구                             |
| M19     | 신사이바시             | 心斎橋             | 9.6       | 나가호리쓰루미료쿠치 선, 요쓰바시 선(요쓰바시 역) | 오사카부 | 오사카시 | 주오구                             |
| M20     | 난바                   | 難波, なんば       | 10.5      | 난카이 전기 철도 난카이 본선 오사카 시 고속 전기궤도 요쓰바시 선 오사카 메트로 센니치마에선 한신 전기 철도 한신 난바 선·긴키 닛폰 철도 난바 선(오사카난바 역) ■ 간사이 본선(야마토지 선)(JR 난바 역)                                                                 | 오사카부 | 오사카시 | 주오구                             |
| M21     | 다이코쿠초             | 大国町             | 11.7      | 요쓰바시 선 | 오사카부 | 오사카시 | 나니와구                           |
| M22     | 동물원 앞              | 動物園前           | 12.9      | 사카이스지 선 | 오사카부 | 오사카시 | 니시나리구                         |
| M23     | 덴노지                 | 天王寺             | 13.9      | ■ 오사카 순환선 ■ 간사이 본선(야마토지 선) ■ 한와 선 오사카 메트로 다니마치선 한카이 전기 궤도 우에마치 선 F 긴키 닛폰 철도 미나미오사카 선(오사카아베노바시 역) | 오사카부 | 오사카시 | 아베노구                           |
| M24     | 쇼와초                 | 昭和町             | 15.7      | | 오사카부 | 오사카시 | 아베노구                           |
| M25     | 니시타나베             | 西田辺             | 17.0      | | 오사카부 | 오사카시 | 아베노구                           |
| M26     | 나가이                 | 長居               | 18.3      | ■ 한와 선 | 오사카부 | 오사카시 | 스미요시구                         |
| M27     | 아비코                 | 我孫子, あびこ     | 19.5      | | 오사카부 | 오사카시 | 스미요시구                         |
| M28     | 기타하나다             | 北花田             | 21.4      | 사카이시 | 오사카부 | 기타구   |                                    |
| M29     | 신카나오카             | 新金岡             | 23.0      | 사카이시 | 오사카부 | 기타구   |                                    |
| M30     | 나카모즈               | 中百舌鳥, なかもず | 24.5      | 사카이시 | 오사카부 | 기타구   | 난카이 전기 철도 고야 선, 센보쿠선 |

- 난바, 아비코, 나카모즈 역은 일반적으로 히라가나 역명으로 안내하나, 정식 역명은 한자이다.